# 甲府市立千塚小学校
甲府市立千塚小学校（こうふしりつ ちづかしょうがっこう）は、山梨県甲府市千塚一丁目にある公立小学校。

## 委員会
- 保健委員会
- 図書委員会
- 放送委員会
- 生活環境委員会
- 飼育委員会
- 体育委員会
- 給食委員会
- 園芸委員会

## クラブ活動
運動部
- ミニバス
- バドミントン
- キックドッジ
- 卓球

文化部
- パソコン
- マンガ・イラスト
- 家庭科
- 音楽
- 科学工作

スポ少
- 野球
- サッカー
- バレーボール

## 学校周辺
- 甲府市立羽黒小学校
- 甲府市立北西中学校
- 甲府市立北中学校

## アクセス
- 甲府駅南口3・4番乗り場より山梨交通バス02・03・04・05・06・08・34・56・58・60・65・70・72・82・99系統に乗車、千塚バス停下車徒歩2分
- 韮崎駅、塩崎駅より山梨交通バス08系統「甲府駅」行きに乗車、千塚バス停下車徒歩2分

## 著名な出身者
- 宮沢和史 - THE BOOMのメンバー -
- 萩原智子
- 長谷川順一